# Präfekturuniversität für Pflegewissenschaft Mie

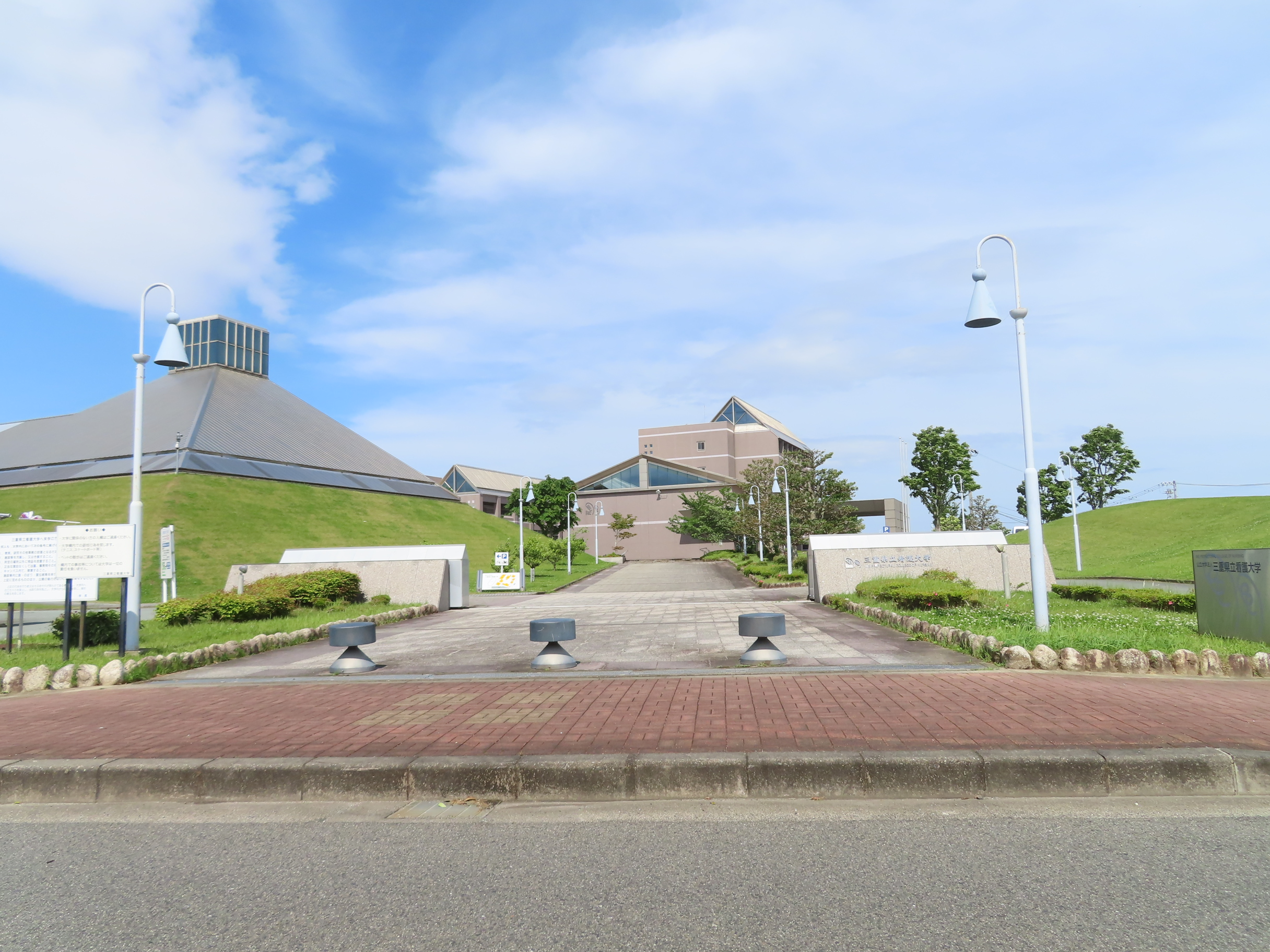
Haupteingang (2022)

Die Präfekturuniversität für Pflegewissenschaft Mie (japanisch 三重県立看護大学 Mie-kenritsu kango daigaku; engl. Mie Prefectural College of Nursing, kurz: Mikandai (三看大/みかん大) oder MCN) ist eine öffentliche Universität in Tsu in der Präfektur Mie (Japan).
Die Universität wurde 1997 gegründet. 2001 richtete sie die Graduiertenschule (Masterstudiengang) ein.

## Fakultäten
- Fakultät für Pflegewissenschaft